# Lingue tedesche alemanne
Il tedesco alemanno, o semplicemente alemanno, è un insieme di varianti della lingua alto-tedesca, che vengono ricondotti al popolo degli Alemanni.
Viene parlato da circa 10 milioni di persone in Baden-Württemberg e parte della Baviera (Germania), in Alsazia (Francia), in tutta la Svizzera tedesca, nel Vorarlberg (Austria), nel Liechtenstein ed in alcuni comuni della Valle d'Aosta e del Piemonte (Italia): Macugnaga, Gressoney-Saint-Jean, Gressoney-La-Trinité, Issime, Alagna Valsesia, Valstrona, Ornavasso, Premia, Formazza e Rimella. È inoltre parlato in un'area della Romania, nonché da alcune comunità di emigrati in Sudamerica.
Nella codificazione della normativa ISO 693-3, le lingue alemanne attualmente classificate sono quattro: svizzero-tedesco (gsw, che include l'alsaziano), svevo (swg), walser (wae) e alemán coloniero (gct).

## Suddivisione
Qui trovate una suddivisione delle varie varianti dell'alemanno. Il nome specifico in italiano spesso non esiste, per cui verrà lasciato il nome in tedesco con una spiegazione tra parentesi in italiano.

### Svevo (Schwäbisch)
Lo svevo è parlato nel Württemberg propriamente detto e nella Svevia bavarese. Presenta affinità con il bavarese. Le maggiori città in cui si parla sono Stoccarda, Augusta, Ulma, Reutlingen e Tubinga.
Lo svevo è caratterizzato dalla presenza della parola celtica keja ("cadere"). Inoltre i fonemi tedeschi hûs, îs diventano hous, eis (ejs) e non huus/hüüs, iis come negli altri dialetti alemanni.
Il dialetto presenta le seguenti varianti:
- alto svevo (Oberschwäbisch);
- basso svevo (Niederschwäbisch);
- algoviano, parlato in Algovia, nel sud della Svevia, che però qualche studioso colloca nel basso alemanno o nell'alemanno del Lago di Costanza.

Il Templer-Schwäbisch e il Sathmarisch sono fra le varianti dello svevo parlate fuori della Germania. Il secondo è parlato in Romania.

### Alemanno del lago di Costanza (Bodenseealemannisch)
L'alemanno del lago di Costanza è un dialetto intermedio tra svevo e basso alemanno, da taluni studiosi considerato una sottovarietà del basso alemanno.
Esso è parlato nel Vorarlberg settentrionale (Austria) e nelle regioni del Baar e del Lago di Costanza (Germania). Alcuni linguisti vi includono anche l’algoviano, parlato nella regione dell'Algovia (Baviera).

### Basso alemanno (Niederalemannisch)
Il basso alemanno è un dialetto alemanno parlato in alcune aree del Baden-Württemberg (Germania), della Svizzera, dell'Alsazia (Francia) e del Vorarlberg (Austria).
Esistono le seguenti varianti minori:
- il Südbadisch, parlato nel sud del Baden;
- l'alemanno dell'alto Reno, di cui più sotto;

Alcuni studiosi vi includono anche:
- l'Allgäuerisch, parlato nella regione dell'Allgäu (Baviera);
- il Wälderisch (o Vorarlbergisch), parlato in alcune valli del Vorarlberg (Austria);

#### Alemanno dell'alto Reno (Oberrheinalemannisch)
L'alemanno dell'alto Reno, talvolta usato come sinonimo di "basso alemanno",  indica altre volte una sub-partizione dello stesso, che a sua volta ha due varietà:
- il tedesco di Basilea (Baseldeutsch), parlato esclusivamente nel cantone di Basilea (Svizzera);
- l'alsaziano (Elsässisch), parlato in buona parte dell'Alsazia, soprattutto nelle zone vicine alla città di Colmar e a Strasburgo (Francia).

### Alto alemanno (Hochalemannisch)
L'alto alemanno è un insieme di dialetti parlati nella Svizzera germanofona, in Liechtenstein ed in alcune aree dell'Alsazia (Francia), del Baden-Württemberg e del Vorarlberg.
Caratteristiche: il suono /k/ diventa il fricativo /x/, e non /kʰ/ o /kx/ come in Basso Alemanno.
Ne esistono differenti varianti:
- l'alto alemanno vero e proprio, parlato in Svizzera a Zurigo, a Bienne e in molti altri comuni;
- il Liechtensteinisch, dialetto parlato in Liechtenstein;
- lo svizzero tedesco.

#### Svizzero tedesco (Schweizerdeutsch)
La lingua svizzero-tedesca, parlata nella Svizzera germanofona, si divide in svizzero tedesco occidentale (Westschweizerdeutsch) e svizzero tedesco orientale (Ostschweizerdeutsch).
Le differenze fra queste due varianti sono nel dittongo /ei ou øi/ (e non /ai au ɔi/) e nei verbi con due forme plurali (/-ə -ət -ə/) (e non con una sola, come normalmente avviene /-əd̥ -əd̥ -əd̥/).

### Altissimo alemanno o alemanno superiore (Höchstalemannisch)
Questo insieme di dialetti è da taluni considerato una sottocategoria dell'alto alemanno.
Le parlate di questo gruppo non presentano alcun dittongo (/ʃniːə(n) buːə(n)/ e non /ʃneijə bouwə/) e tre forme plurali per i verbi (/-ə(n) -ət -ənt/). Le finali vengono mantenute anche nel plurale.
Viene parlato in numerosissimi cantoni e comuni svizzeri, soprattutto alpini (Oberland Bernese, Uri, Obvaldo, Nidvaldo, Glarona, Friburgo, Vallese).
In seguito agli spostamenti dell'etnia Walser, l'altissimo alemanno si è poi diffuso anche in Canton Ticino e nel Canton Grigioni (Svizzera), in Liechtenstein, nel Vorarlberg ed in Tirolo (Austria) e in molti paesi valdostani e piemontesi intorno al Monte Rosa (Italia). La variante parlata in queste aree è anche chiamata lingua walser.

### Varianti parlate in Sudamerica

#### Alemán coloneiro
L'alemán coloneiro è parlato in Venezuela da parte degli emigrati di lingua tedesca. Si è sviluppato dall'incontro dell'alemanno del 1843 e di altri dialetti della Germania del sud, dell'Austria e della Svizzera.

## Frase esempio
- Mamma: Sei andato a fare la spesa al mercato?
- Piccolo Fritz: Sì, ho comprato tre chili di patate, mezza libbra di burro, un barattolo di marmellata di ribes e un pacco di spaghetti.

Weil am Rhein, Südbaden
- D'Müder: Bisch uff'm Märt go Iichaufe gsi?
- S'Fritzle: Joo, ich ha drei Kilo Grumbiire/Herdöpfel, ä halbs Pfund Angge, ä Glaas Zanderle-Gomfi un ä Päckli Schbageddi gchauft.

Tedesco standard
- Die Mutter: Warst du zum Einkaufen auf dem Markt?
- Der kleine Fritz: Ja, ich habe drei Kilo Kartoffeln, ein halbes Pfund Butter, ein Glas Johannisbeermarmelade und eine Packung Spagetti gekauft.

## Poeti alemanni
- Johann Peter Hebel
- Hermann Burte
- Philipp Brucker
- André Weckmann
- Markus Manfred Jung
- Doris Haas-Schlegel
- Pietro Axerio Piazza